# Refuge Adèle Planchard

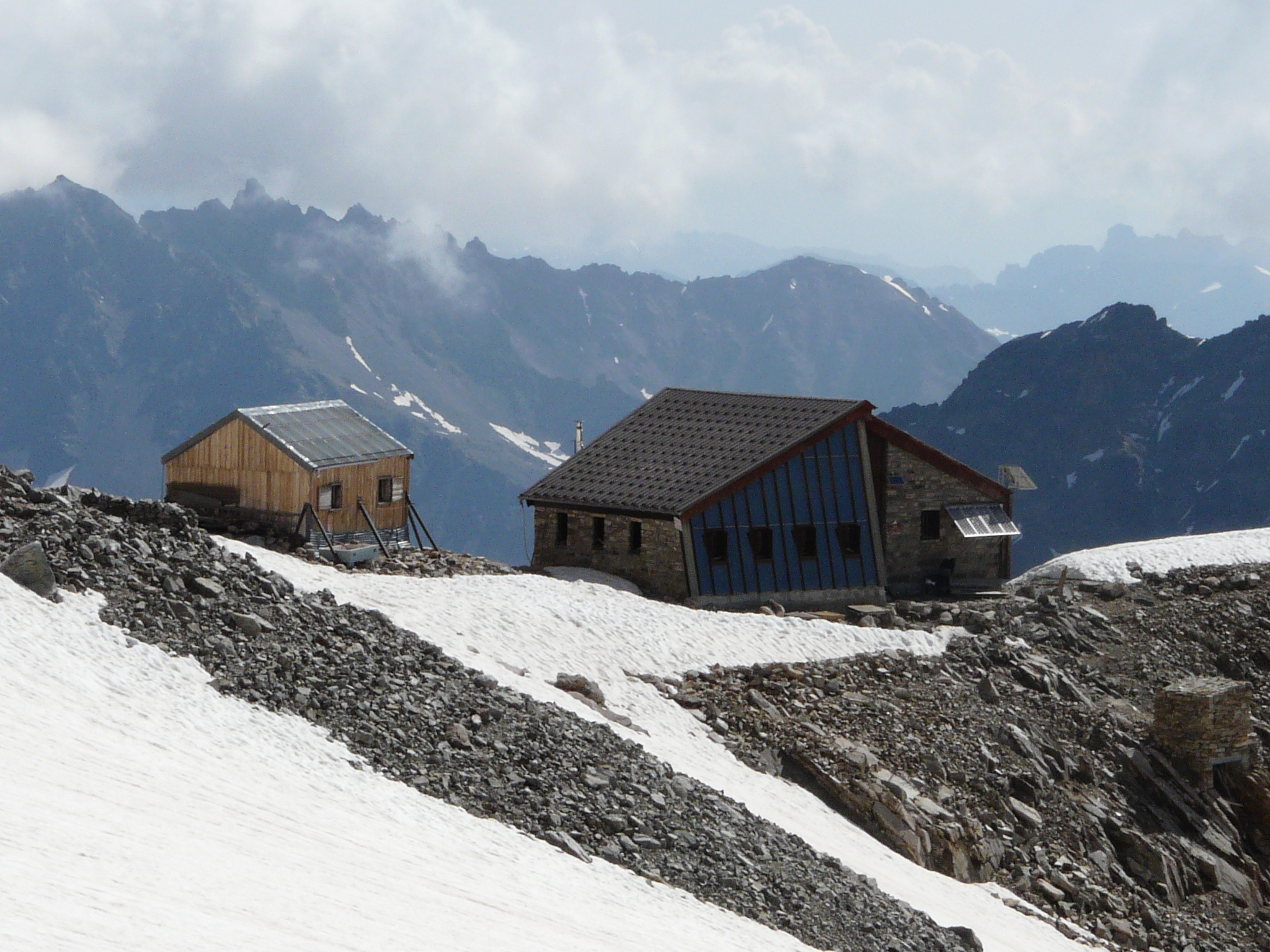
Schronisko Adeli Planchard

Refuge Adèle Planchard (pol. Schronisko Adeli Planchard) – górskie schronisko turystyczne w grupie górskiej Écrins w Alpach Delfinackich we Francji. Jest własnością Société des Touristes du Dauphiné (STD).

## Położenie
Schronisko znajduje się w północno-wschodniej części grupy Écrins. Leży na wysokości 3173 m n.p.m. w górnej części stoku zwanego Plate des Agneaux, ponad lewym (orograficznie) brzegiem lodowca Plate des Agneaux. Zbudowano je u południowych podnóży grani Roche Méane (3726 m n.p.m.), na połogim, początkowym fragmencie wydatnego żebra wyrastającego ze stoku i opadającego w kierunku południowo-wschodnim nad wyżej wymieniony lodowiec. Schronisko leży w granicach Parku Narodowego Écrins.

## Historia
Zmarła 12 lutego 1925 r. Adèle Planchard, turystka górska pochodząca z Belgii (jest pochowana w Liège), zapisem w testamencie ofiarowała na rzecz Société des Touristes du Dauphiné kwotę 2500 franków z przeznaczeniem na prace w górach. STD przeznaczyło te pieniądze na budowę niewielkiego, drewnianego schroniska górskiego w grupie górskiej Écrins. Schronisko, które błyskawicznie wykonała firma Bouchayer et Viallet z Grenoble, już z końcem maja wystawiono na zorganizowanej w tym mieście wielkiej ekspozycji poświęconej energetyce wodnej pod nazwą „Houille Blanche” (Biały Węgiel). Tuż obok stanęło schronisko, które Francuski Klub Alpejski (CAF) zamierzał wznieść w tej samej grupie górskiej - późniejsze pierwsze schronisko Temple Écrins.
Pierwotnie schronisko STD miało stanąć w otoczeniu lodowca Chardon w masywie Les Rouies (3589 m n.p.m.) lub pod przełęczą Casse Déserte (3484 m n.p.m.), a więc w granicach dopiero co powołanego Parku Narodowego Haut Vénéon (Pelvoux). Dzięki temu STD spodziewało się uzyskać na jego budowę znaczną subwencję od zarządzającej parkiem instytucji rządowej (Les Eaux et Forêts). Rozbieżności co do lokalizacji schroniska w łonie STD, a także rywalizacja pomiędzy STD i CAF (połączona z serią pomyłek w administracji Eaux et Forêts co do lokalizacji schronisk) opóźniły podjęcie budowy.
Ostatecznie w maju 1926 r. postanowiono wznieść schronisko poza granicami ówczesnego parku, w masywie Roche Méane (3726 m n.p.m.). Wizja lokalna przeprowadzona w czerwcu wskazała na miejsce zwane Campement Gravelotte – to samo, w którym w lipcu 1897 r. założył swój obóz Eugène Gravelotte z CAF podczas pierwszego wejścia na wznoszącą się tuż powyżej Tour Carrée (z przewodnikami Pierre, Maximin i Devouassoud Gaspardami). Gorącym zwolennikiem tej lokalizacji był Maurice Dodero (jeden z prezesów STD w latach po II wojnie światowej).
11 czerwca 1926 r. Rada Gminna Villar-d’Arêne wydała zgodę na budowę. 11 września rozpoczęto transport materiałów (do przysiółka Le Pied du Col samochodami, dalej na morenę lodowca Plate des Agneaux na mułach dostarczonych przez wojsko, i w końcu na plecach zatrudnionych w tym celu miejscowych przewodników). Koszty transportu i montażu schroniska pokrył z własnych środków wspomniany wyżej M. Dodero. Do końca września stanął jedynie metalowy szkielet budynku, który jednak nie przetrwał zimy i wiosną następnego roku trzeba było wszystko rozpocząć od nowa. Ostatecznie schronisko zainaugurowało swą działalność 15 sierpnia 1927 r.
W latach 70. XX w. gwałtownie rosnący ruch turystyczny wykazał konieczność budowy nowego, większego schroniska. Nowy budynek, usytuowany tuż poniżej starego schroniska, ukończono w 1981 r. Stare schronisko pełni funkcję budynku gospodarczego.

## Charakterystyka
Nowe schronisko to budynek murowany z miejscowego kamienia, nakryty dachem dwuspadowym, parterowy, z zagospodarowanym poddaszem. Obsługa od końca marca do połowy maja oraz od połowy czerwca do połowy września. W tym czasie schronisko dysponuje 53 miejscami noclegowymi. W zimie część samoobsługowa zapewnia nocleg dla 26 osób. Problemem jest ograniczony dostęp do wody.
Dojście z przysiółka Le Pied du Col doliną Romanche (ok. 13 km, 1500 m różnicy wzniesień) zajmuje 5-6 godzin. Poza okresem zalegania pokrywy śnieżnej nie jest trudne i nie wymaga użycia sprzętu alpinistycznego (raków, czekana).
Schronisko jest punktem wyjściowym łatwej wycieczki na Grande Ruine (3765 m n.p.m.), z której roztacza się jedna z najładniejszych panoram w grupie Écrins.